# 吳勢卿
吳勢卿（?—?），字安道，號雨巖，建安（今福建建瓯）人。
淳祐元年（1241年）進士，宝祐中期，知處州，景定二年（1261年）为淮东总领。歷官江東提點刑獄，後改浙西轉運使，與臨安府知縣劉良貴联名上疏，建議實行公田法。又工於詩。《名公書判清明集》收其書判二十五篇。 